# Conor Casey
Conor Patrick Casey (Dover (Nova Hampshire) em 25 de julho de 1985) é um ex-jogador de futebol estadunidense. 

## Carreira
Conor Patrick Casey representou a Seleção Estadunidense de Futebol nas Olimpíadas de 2000.